# براين كاردينال
براين كاردينال (بالإنجليزية: Brian Cardinal) مواليد 2 مايو 1977 في تولونو، هو لاعب كرة سلة أمريكي سابق بدأ مسيرته الاحترافية في سنة 2000. تم اختياره من قبل فريق ديترويت بيستونز خلال الدرافت. يبلغ طوله 6 قدم 8 بوصة (2.0 م). حقق المركز الأول في ألعاب النوايا الحسنة 1998. اعتزل اللعب في 2012. فاز بلقب دوري إن بي إيه.

## المسيرة الاحترافية
لعب مع ديترويت بيستونز من سنة 2000 إلى 2002، ثم لعب مع واشنطن ويزاردز في سنة 2002، ثم لعب مع فالنسيا باسكت في الدوري الإسباني في موسم 2002–2003، ثم لعب مع غولدن ستايت ووريورز في موسم 2003–2003، ثم لعب مع ميمفيس غريزليس من سنة 2004 إلى 2008، ثم لعب مع مينيسوتا تمبر ولفز من سنة 2008 إلى 2010، ثم لعب مع دالاس مافيريكس من سنة 2010 إلى 2012.

## الميداليات
| الميدالية | المسابقة                  |
| --------- | ------------------------- |
| ذهبية     | ألعاب النوايا الحسنة 1998 |

## إحصائيات المسيرة
| † | يشير إلى المواسم التي فاز فيها بالبطولة |

### الموسم الاعتيادي
| السنة    | الفريق              | لعب | بدأ  | دقيقة | ميداني% | ثلاثية | حرة   | ارتداد | صنع | استلاب | تصدي | نقطة |
| -------- | ------------------- | --- | ---- | ----- | ------- | ------ | ----- | ------ | --- | ------ | ---- | ---- |
| 2000–01  | ديترويت بيستونز     | 15  | 0    | 8.4   | .323    | .000   | .611  | 1.5    | .2  | .5     | .1   | 1.0  |
| 2001–02  | ديترويت بيستونز     | 8   | 0    | 5.4   | .462    | .429   | 1.000 | .8     | .3  | .1     | .0   | 2.1  |
| 2002–03  | واشنطن ويزاردز      | 5   | 0    | 3.0   | .250    | .000   | 1.000 | 1.0    | .2  | .0     | .0   | .8   |
| 2003–04  | غولدن ستايت ووريورز | 76  | 11   | 21.5  | .472    | .444   | .878  | 4.2    | 1.4 | .9     | .3   | 9.6  |
| 2004–05  | ميمفيس غريزليس      | 58  | 16   | 24.7  | .370    | .352   | .873  | 3.9    | 2.0 | 1.5    | .3   | 9.0  |
| 2005–06  | ميمفيس غريزليس      | 36  | 0    | 11.2  | .414    | .448   | .704  | 1.5    | .9  | .6     | .0   | 3.4  |
| 2006–07  | ميمفيس غريزليس      | 28  | 1    | 11.2  | .494    | .409   | .926  | 2.1    | 1.1 | .8     | .0   | 4.5  |
| 2007–08  | ميمفيس غريزليس      | 37  | 1    | 11.9  | .341    | .309   | .684  | 2.6    | .6  | .3     | .1   | 3.4  |
| 2008–09  | مينيسوتا تمبر ولفز  | 64  | 4    | 14.2  | .385    | .326   | .857  | 2.2    | 1.2 | .6     | .2   | 3.0  |
| 2009–10  | مينيسوتا تمبر ولفز  | 29  | 0    | 9.2   | .389    | .333   | .944  | 1.0    | .8  | .3     | .1   | 1.7  |
| 2010–11† | دالاس مافيريكس      | 56  | 4    | 11.0  | .430    | .483   | .944  | 1.1    | .7  | .4     | .1   | 2.6  |
| 2011–12  | دالاس مافيريكس      | 44  | 0    | 6.3   | .255    | .204   | .833  | .8     | .4  | .2     | .0   | 1.0  |
| المسيرة  | المسيرة             | 37  | 14.2 | .408  | .372    | .861   | 2.3   | 1.0    | .6  | .2     | 4.6  |      |

### الأدوار الإقصائية
| السنة   | الفريق         | لعب | بدأ | دقيقة | ميداني% | ثلاثية | حرة  | ارتداد | صنع | استلاب | تصدي | نقطة |
| ------- | -------------- | --- | --- | ----- | ------- | ------ | ---- | ------ | --- | ------ | ---- | ---- |
| 2005    | ميمفيس غريزليس | 4   | 0   | 19.5  | .391    | .000   | .727 | 3.0    | .5  | .8     | .0   | 6.5  |
| 2006    | ميمفيس غريزليس | 3   | 0   | 7.3   | .500    | .500   | .000 | 1.3    | .3  | .3     | .0   | 1.0  |
| 2011†   | دالاس مافيريكس | 9   | 0   | 4.1   | .750    | .750   | .500 | .3     | .2  | .1     | .0   | 1.1  |
| 2012    | دالاس مافيريكس | 2   | 0   | 4.5   | .500    | 1.000  | .000 | 1.5    | .0  | .0     | .0   | 1.5  |
| المسيرة | المسيرة        | 18  | 0   | 8.1   | .452    | .455   | .692 | 1.2    | .3  | .3     | .0   | 2.3  |

## روابط خارجية
- براين كاردينال على موقع الاتحاد الدولي لكرة السلة (الإنجليزية)
- براين كاردينال على موقع إن بي أي (الإنجليزية)
- براين كاردينال على موقع سبورتس رفرنس (الإنجليزية)
- براين كاردينال على موقع الدوري الإسباني لكرة السلة (الإسبانية)
- براين كاردينال على موقع كرة السلة الأوروبية.كوم (الإنجليزية)
- براين كاردينال على موقع كلية كرة السلة في سبورتس رفرنس.كوم (الإنجليزية)
- براين كاردينال على موقع ريلجم (الإنجليزية)
- براين كاردينال على موقع بروبوليرز (الإنجليزية)
- براين كاردينال على موقع سبورتس رفرنس (الإنجليزية)